# Soveværelset i Arles
Soveværelset i Arles (fransk: La Chambre à Arles; nederlandsk: Slaapkamer te Arles) er titlen på tre næsten ens malerier af den hollandske post-impressionistiske maler Vincent van Gogh.
Van Goghs kaldte selv de tre malerier samlet set for Soveværelset (fransk: La Chambre à coucher). Der findes tre versioner beskrevet i Van Goghs breve. Forskellen på de tre ses tydeligst på billederne, der hænger på den højre væg.
Malerierne forestiller Van Goghs soveværelse i Arles, Bouches-du-Rhône, Frankrig i det, der er kendt som Van Goghs Gule Hus. Døren til højre ledte op til husets øverste etage og husets trappe. Døren til venstre ledte ind til et gæsterum, som Van Gogh holdt klar til Gauguin. Vinduet havde udsigt til Lamartiner-pladsens offentlige haver. Soveværelset var ikke rektangulært, men skævt, med en stump vinkel i det venstre hjørne og en spids vinkel i det højre. Van Gogh brugte tilsyneladende ikke megen tid på dette problem – han valgte blot at vise, at der var hjørner.